# Algaria
Algaria là một chi rêu trong họ Pottiaceae.